# Грано, Карло
Карло Грано (итал. Carlo Grano; 14 октября 1887, Рим, королевство Италия — 2 апреля 1976, там же) — итальянский куриальный кардинал и ватиканский дипломат. Титулярный архиепископ Фессалоники с 13 декабря 1958 по 26 июня 1967. Апостольский нунций в Италии с 13 декабря 1958 по 26 июня 1967. Кардинал-священник с 26 июня 1967, с титулом церкви Сан-Марчелло с 15 июля 1967.